# Władysław Karaś
Władysław Karaś (31. srpna 1893 Kielce – 28. května 1942 Magdalenka) byl polský reprezentant ve sportovní střelbě a účastník protinacistického odboje.
Jako student obchodní školy působil spolu se starším bratrem v ilegálním socialistickém hnutí, po odhalení uprchl do Lvova, kde vstoupil do Svazu střelců. Za první světové války bojoval v polských legiích, byl raněn a osmnáct měsíců strávil v ruském zajetí, roku 1922 mu byl udělen řád Virtuti Militari. Po válce se stal vojákem z povolání, sloužil u pěchoty a u pohraničníků. Byl členem sportovních klubů Strzelec Varšava a Legia Varšava. Na Letních olympijských hrách 1936 v Berlíně v soutěži na 30 ran z pušky vleže na 50 metrů dosáhl 296 bodů a obsadil třetí místo. Získal tak první olympijskou medaili pro Polsko ze střeleckých soutěží.
Po okupaci Polska v roce 1939 odešel do Budapešti a působil u exilového zpravodajství. Následujícího roku se tajně vrátil do vlasti a zapojil se do aktivit Zemské armády, kde používal krycí jména Czarny, Dąbrowski a Pankracy. V dubnu 1942 byl zatčen, uvězněn v Pawiaku a po měsíci zastřelen při hromadné exekuci odbojářů v Sekocińském lese. Je pochován na Vojenském hřbitově na Powązkach ve Varšavě. Posmrtně byl povýšen na majora.